# سديم خروف البحر

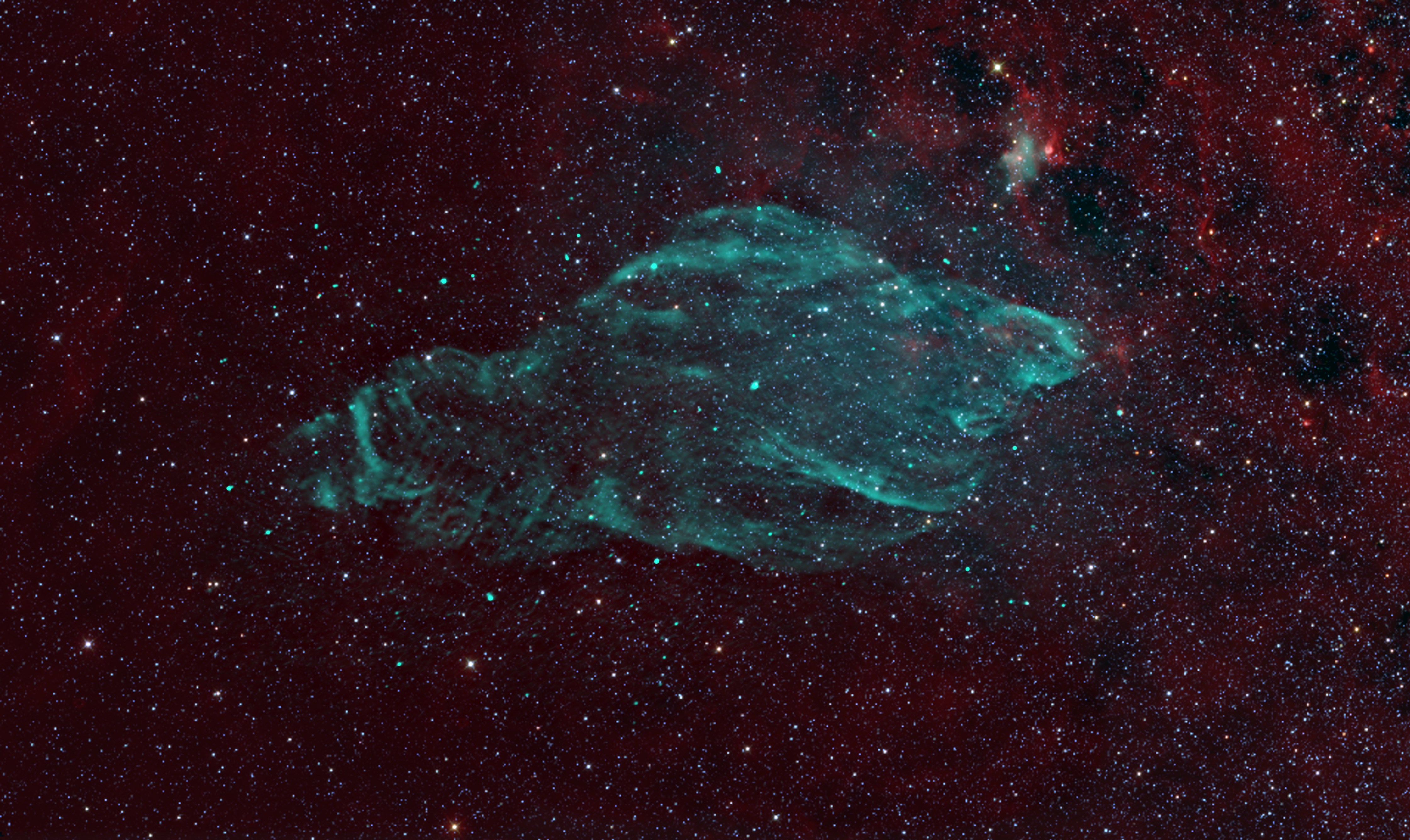

سديم خروف البحر ويعرف أيضاً بِـ The W50 Nebula يقع هذا السديم في كوكبة أكويلا وعلى بعد حوالي 18,000 سنة ضوئية
وسمي بهذا الاسم للشبه الكبير بينه وبين حيوانات «خروف البحر» المهددة بالانقراض.